# ジェイムズ・ハミルトン (第7代アバコーン伯爵)
第7代アバコーン伯爵ジェイムズ・ハミルトン（英: James Hamilton, 7th Earl of Abercorn, FRS, PC、1686年3月22日 - 1744年1月11日）は、イギリス及びアイルランドの貴族。
父が爵位を継承した1701年から自身が爵位を継承する1734年までペイズリー卿（Lord Paisley）の儀礼称号を使用した。

## 経歴
1686年3月22日、後に第6代アバコーン伯爵となるジェイムズ・ハミルトンとその妻エリザベス(初代準男爵ロバート・レディングの娘)の間の長男として生まれる。
1715年に王立協会フェロー(FRS)となり、1729年には〚魅力的な大量の天然石の対照表(Calculations and Tables on the Attractive Power of Lodestones)』を出版した。
1734年11月28日にアバコーン伯爵位を継承した。1738年に枢密顧問官に列する。翌1739年にはアイルランド枢密顧問官に列する。
1744年1月11日に死去した。

## 栄典

### 爵位・準男爵位
- 1734年11月28日、第7代アバコーン伯爵 (7th Earl of Abercorn, 1606年創設スコットランド貴族爵位)
- 1734年11月28日、第2代ストラバン子爵 (2nd Viscount Strabane, 1701年創設アイルランド貴族爵位)
- 1734年11月28日、第7代レンフルー州におけるペイズリー卿 (7th Lord Paisley, county of Renfrew, 1587年創設スコットランド貴族爵位)
- 1734年11月28日、第7代リンリスゴー州におけるアバコーン卿 (7th Lord Abercorn, county of Linlithgow, 1603年創設スコットランド貴族爵位)
- 1734年11月28日、第7代マウントカシェルおよびカークパトリック、ハミルトン、ペイズリー卿 (7th Lord Paisley, Hamilton, Mountcashell and Kirkpatrick, 1606年創設スコットランド貴族爵位)
- 1734年11月28日、第8代ティロン県におけるハミルトン卿、ストラバン男爵 (8th Lord Hamilton, Baron of Strabane, county of Tyrone, 1617年創設アイルランド貴族爵位)
- 1734年11月28日、第2代ティロン県におけるマントキャッスル男爵 (2nd Baron Mountcastle, county of Tyrone, 1701年創設アイルランド貴族爵位)
- 1734年11月28日、第3代ティロン県におけるドナロング及びティペラリー県におけるニーナーのハミルトン準男爵 (3rd Baronet Hamilton, of Donalong, county of Tyrone and of Nenagh, county of Tipperary, 1660年創設アイルランド準男爵位)

## 家族
1711年にアン・プルーマーと結婚し、彼女との間に以下の8子を儲けた。
- 第1子(長男) ジェイムズ・ハミルトン (1712–1789) - 第8代アバコーン伯爵
- 第2子(次男) ジョン・ハミルトン（英語版） (1714頃–1755) - 王立海軍将校
- 第3子(三男) ウィリアム・ハミルトン (1715-1717)
- 第4子(長女)アン・ハミルトン (1715-1792) - 第6代準男爵ヘンリー・マックワース（英語版）と結婚
- 第5子(四男) ジョージ・ハミルトン（英語版） (1718–1787) - 聖職者
- 第6子(五男)パルマー・ハミルトン
- 第7子(六男)ウィリアム・ハミルトン (1721-1744)
- 第8子(次女)不詳